# العلاقات الدومينيكانية السنغافورية
العلاقات الدومينيكانية السنغافورية هي العلاقات الثنائية التي تجمع بين جمهورية الدومينيكان وسنغافورة.

## مقارنة بين البلدين
هذه مقارنة عامة ومرجعية للدولتين:
| وجه المقارنة                                              | جمهورية الدومينيكان | سنغافورة                                                             |
| --------------------------------------------------------- | ------------------- | -------------------------------------------------------------------- |
| المساحة (كم2)                                             | 48.67 ألف           | 719                                                                  |
| عدد السكان (نسمة)                                         | 10.40 مليون         | 5.89 مليون                                                           |
| الكثافة السكانية (ن./كم²)                                 | 213.68              | 819.19 ألف                                                           |
| العاصمة                                                   | سانتو دومينغو       | سنغافورة                                                             |
| اللغة الرسمية                                             | اللغة الإسبانية     | لغة إنجليزية، اللغة الملايو، اللغة الصينية القياسية، اللغة التاميلية |
| العملة                                                    | بيزو دومنيكاني      | دولار سنغافوري                                                       |
| الناتج المحلي الإجمالي (بليون دولار)                      | 75.93 مليار         | 323.91 مليار                                                         |
| الناتج المحلي الإجمالي (تعادل القوة الشرائية) بليون دولار | 149.89 مليار        | 472.59 مليار                                                         |
| الناتج المحلي الإجمالي الاسمي للفرد دولار أمريكي          | 6.47 ألف            | 52.89 ألف                                                            |
| الناتج المحلي الإجمالي للفرد دولار أمريكي                 | 13.26 ألف           | 82.76 ألف                                                            |
| مؤشر التنمية البشرية                                      | 0.715               | 0.925                                                                |
| رمز المكالمات الدولي                                      | +1809، +1829، +1849 | +65                                                                  |
| رمز الإنترنت                                              | .do                 | .sg                                                                  |
| المنطقة الزمنية                                           | 00                  | ت ع م+08:00، توقيت سنغافورة المنسق ‏                                  |

## منظمات دولية مشتركة
يشترك البلدان في عضوية مجموعة من المنظمات الدولية، منها:
| علم المنظمة | اسم المنظمة                        | تاريخ انضمام جمهورية الدومينيكان | تاريخ انضمام سنغافورة |
| ----------- | ---------------------------------- | -------------------------------- | --------------------- |
|             | تحالف الدول الجزرية الصغيرة        | ?                                | ?                     |
|             | المنظمة الهيدروغرافية الدولية      | ?                                | ?                     |
|             | الاتحاد البريدي العالمي            | ?                                | ?                     |
|             | يونسكو                             | 4 نوفمبر 1946                    | 8 أكتوبر 2007         |
|             | البنك الدولي للإنشاء والتعمير      | 18 سبتمبر 1961                   | 3 أغسطس 1966          |
|             | منظمة التجارة العالمية             | ?                                | ?                     |
|             | وكالة ضمان الاستثمار متعدد الأطراف | 7 مارس 1997                      | 24 فبراير 1998        |
|             | منظمة الشرطة الجنائية الدولية      | ?                                | ?                     |
|             | مؤسسة التمويل الدولية              | 31 أكتوبر 1961                   | 4 سبتمبر 1968         |
|             | الأمم المتحدة                      | 24 أكتوبر 1945                   | 21 سبتمبر 1965        |
|             | مؤسسة التنمية الدولية              | 16 نوفمبر 1962                   | 27 سبتمبر 2002        |
|             | منظمة حظر الأسلحة الكيميائية       | ?                                | ?                     |

## وصلات خارجية
- موقع وزارة الخارجية السنغافورية